# HAT-P-24
HAT-P-24 é uma estrela na constelação de Gemini. Tem uma magnitude aparente de 11,75, sendo invisível a olho nu. Medições de paralaxe da sonda Gaia indicam que está localizada a aproximadamente 403 parsecs (1315 anos-luz) da Terra, com uma margem de erro de 20 parsecs.
HAT-P-24 é uma estrela anã de classe F8, o que significa que é um pouco maior, mais luminosa e mais quente que o Sol (que é de classe G2). Tem uma massa de 1,191 vezes a massa do Sol e um raio 1,317 vezes maior que o solar. Está irradiando 2,56 vezes mais luminosidade que o Sol de sua atmosfera externa a uma temperatura efetiva de 6 373 K, o que dá à estrela o brilho amarelo-branco típico de estrelas de classe F. É mais nova que o Sol, com uma idade estimada de 2,8 bilhões de anos. A abundância de elementos além de hidrogênio e hélio, a metalicidade, é menor que a do Sol, com uma abundância em ferro de apenas 70% da abundância solar.
Em 2010, o projeto HATNet descobriu por trânsito um planeta extrassolar Júpiter quente orbitando HAT-P-24. Esse método permite que a inclinação do planeta seja calculada, o que por sua vez revela sua massa verdadeira. Tem uma massa de 0,685 massas de Júpiter e um raio 1,242 vezes maior que o de Júpiter. Orbita a estrela em uma órbita muito curta com um semieixo maior de 0,0465 UA (4,65% da distância entre a Terra e o Sol) e um período de apenas 3,355240 dias.
| Planeta | Massa            | Semieixo maior (UA) | Período orbital (dias) | Excentricidade |
| ------- | ---------------- | ------------------- | ---------------------- | -------------- |
| b       | 0,685 ± 0,033 MJ | 0,0465 ± 0,0006     | 3,355240 ± 0,000007    | 0,067 ± 0,024  |